# Calma apparente
«Calma apparente» (с итал. «Кажущийся спокойным» или «Спокойный с виду»), также известный под испанским названием «Calma aparente» — студийный альбом итальянского певца и композитора Эроса Рамаццотти, выпущен 8 ноября 2005 года.
Первый сингл из альбома, «La nostra vita», был опубликован в Италии 28 октября 2005 года, в сорок второй день рождения исполнителя.

## Об альбоме
Данный диск Эроса Рамаццотти является определённо сильным автобиографическим альбомом, как и большинство его работ. В связи с этим певец признался:
Как портретист, я говорю о моей жизни в альбомах. Я предпочитаю признаваться в своих чувствах с помощью песен и интервью.Рамаццотти
На самом деле, диск содержит множество песен, относящиеся к личной жизни Рамаццотти, а именно — к серьёзному расставанию с женой, моделью Мишелью Хунцикер. Поэтому альбом в какой-то степени можно считать своеобразным продолжением предыдущего диска «9», однако в альбоме 2005 года присутствует больше оптимизма и любви к жизни.
Всего за первый уикенд, альбом был продан тиражом в 150.000 экземпляров, и 280.000 за первую неделю. В общей сложности, проданных копий в Италии было более 1.200.000. На песню «Sta passando novembre» был снят анимационный музыкальный клип.
В 2007 году альбом был переиздан как буклет.

## Список композиций

### Итальянская версия
Альбом состоит из 13 композиций, среди них — «I Belong to You (Il ritmo della passione)», — композиция, исполненная в дуэте с американской певицей Анастэйшей.
Альбом был также выпущен, как двойной, содержащий компакт-диск и DVD с видеоклипами, снятых в Милане, Лондоне и Лос-Анджелесе. DVD также содержал интервью, фотографии, все звуковые дорожки с пятиканальным звуком, а также тексты песен.
2 июня 2006 года было выпущено переиздание диска, содержащего также две видеозаписи из концертов Рамаццотти в Цюрихе 24 и 25 апреля 2006 года.
| №   | Название                                                        | Автор(ы)                                                              | Длительность |
| --- | --------------------------------------------------------------- | --------------------------------------------------------------------- | ------------ |
| 1.  | «La nostra vita»                                                | Клаудио Гвидетти, Эрос Рамаццотти                                     | 4:37         |
| 2.  | «L'equilibrista»                                                | Кабалла, Эрос Рамаццотти, Клаудио Гвидетти                            | 3:53         |
| 3.  | «Bambino nel tempo»                                             | Кабалла, Эрос Рамаццотти, Клаудио Гвидетти                            | 4:41         |
| 4.  | «Tu sei»                                                        | Кабалла, Эрос Рамаццотти, Клаудио Гвидетти                            | 4:00         |
| 5.  | «Solarità»                                                      | Эрос Рамаццотти, Клаудио Гвидетти, Аделио Кольиати                    | 3:54         |
| 6.  | «Sta passando novembre»                                         | Маурицио Фабрицио, Клаудио Гвидетти, Эрос Рамаццотти, Аделио Кольиати | 4:11         |
| 7.  | «Una nuova età»                                                 | Эрос Рамаццотти, Клаудио Гвидетти, Аделио Кольиати                    | 3:48         |
| 8.  | «Nomadi d'amore»                                                | Эрос Рамаццотти, Клаудио Гвидетти, Аделио Кольиати                    | 4:01         |
| 9.  | «Non è amore»                                                   | Эрос Рамаццотти, Клаудио Гвидетти, Кабалла                            | 4:01         |
| 10. | «L'ultimo metrò»                                                | Эрос Рамаццотти, Клаудио Гвидетти, Кабалла                            | 4:32         |
| 11. | «I Belong to You (Il ritmo della passione)» (дуэт с Анастэйшей) | Клаудио Гвидетти, Эрос Рамаццотти, Кабалла, Дио Гварди, Анастэйша     | 4:26         |
| 12. | «Beata solitudine»                                              | Эрос Рамаццотти, Клаудио Гвидетти, Аделио Кольиати                    | 4:08         |
| 13. | «Calma apparente»                                               | Эрос Рамаццотти, Клаудио Гвидетти, Кабалла                            | 4:37         |

| №   | Название                                                          | Автор(ы) | Длительность |
| --- | ----------------------------------------------------------------- | --- | ------------ |
| 14. | «L’ombra del gigante» (live)                                      | Лоренцо Керубини, Клаудио Гвидетти, Эрос Рамаццотти, Аделио Кольиати                                                                                 | 6:15         |
| 15. | «Medley: Terra promessa, Una storia importante, Adesso tu» (live) | Эрос Рамаццотти, Ренато Бриощи, Альберто Салерно / Эрос Рамаццотти, Пьеро Кассано, Аделио Кольиати / Эрос Рамаццотти, Пьеро Кассано, Аделио Кольиати | 7:25         |

### Испанская версия
Альбом также был выпущен на испанском языке под названием «Calma aparente». Редактор текстов песен — Мила Ортис Мартин (Mila Ortíz Martín).
| №   | Название                                                      | Автор(ы)                                                              | Длительность |
| --- | ------------------------------------------------------------- | --------------------------------------------------------------------- | ------------ |
| 1.  | «Nuestra vida»                                                | Клаудио Гвидетти, Эрос Рамаццотти                                     | 4:37         |
| 2.  | «El equilibrista»                                             | Кабалла, Эрос Рамаццотти, Клаудио Гвидетти                            | 3:53         |
| 3.  | «Como un niño»                                                | Кабалла, Эрос Рамаццотти, Клаудио Гвидетти                            | 4:41         |
| 4.  | «Tú eres»                                                     | Кабалла, Эрос Рамаццотти, Клаудио Гвидетти                            | 4:00         |
| 5.  | «Solaridad»                                                   | Эрос Рамаццотти, Клаудио Гвидетти, Аделио Кольиати                    | 3:54         |
| 6.  | «Está pasando noviembre»                                      | Маурицио Фабрицио, Клаудио Гвидетти, Эрос Рамаццотти, Аделио Кольиати | 4:11         |
| 7.  | «Una nueva edad»                                              | Эрос Рамаццотти, Клаудио Гвидетти, Аделио Кольиати                    | 3:48         |
| 8.  | «Nomadas de amor»                                             | Эрос Рамаццотти, Клаудио Гвидетти, Аделио Кольиати                    | 4:01         |
| 9.  | «No es amor»                                                  | Эрос Рамаццотти, Клаудио Гвидетти, Кабалла                            | 4:01         |
| 10. | «El último metro»                                             | Эрос Рамаццотти, Клаудио Гвидетти, Кабалла                            | 4:32         |
| 11. | «I Belong to You (El ritmo de la pasión)» (дуэт с Анастэйшей) | Клаудио Гвидетти, Эрос Рамаццотти, Кабалла, Дио Гварди, Анастэйша     | 4:26         |
| 12. | «Vivo sin ti»                                                 | Эрос Рамаццотти, Клаудио Гвидетти, Аделио Кольиати                    | 4:08         |
| 13. | «Calma aparente»                                              | Эрос Рамаццотти, Клаудио Гвидетти, Кабалла                            | 4:37         |